# Huguette Jouault
Pour les articles homonymes, voir Jouault.
Huguette Jouault est une athlète française, née à Tourville-la-Campagne dans l'Eure le 8 juillet 1951, adepte de la course d'ultrafond, cinq fois championne de France du 100 km et qui détient le record du monde des 6 heures dans sa catégorie d'âge, ainsi que le record de France des 100 km sur route toutes catégories.

## Biographie
Huguette Jouault est championne de France du 100 km en 1989, 1990, 1991, 1993 et 1997. Elle détient le record du monde des 6 heures depuis 1996 dans sa catégorie d'âge (45 ans), ainsi que le record de France des 100 km sur route toutes catégories depuis 1997. En 1996, elle remporte les championnats d'Europe des 100 km par équipe,.

## Records personnels
Statistiques d'Huguette Jouault d'après la Fédération française d'athlétisme (FFA) et la Deutsche Ultramarathon-Vereinigung (DUV) :
- 10 km route : 47 min 32 s à Issy-les-moulineaux en 2004
- 15 km route : 1 h 16 min 30 s à Charenton-le-Pont en 2016
- 20 km route : 1 h 41 min 14 s à Paris en 2007
- Semi-marathon : 1 h 35 min 18 s à Boulogne-Billancourt en 2003
- Marathon :  3 h 9 min 5 s au marathon de Saint-André-des-Eaux en 1996[8]
- 50 km piste : 3 h 46 min 13 s aux 100 km de Nantes Track Trophy for Woman en 1996 (50 km split)
- 100 km route : 7 h 46 min 42 s aux  championnats de France des 100 km de Mulhouse en 1997
- 6 heures piste : 77,600 km aux 100 km de Nantes Track Trophy for Woman en 1996 (6 h split)[2]
- 12 heures route : 102,653 km aux 12 heures de Séné en 2008
- 24 heures route : 161,494 km aux 24 heures de Séné en 2006